# Oscar Horta
Oscar Horta é um ativista pela defesa dos animais e filósofo moral galego que atualmente é professor do Departamento de Filosofia e Antropologia da Universidade de Santiago de Compostela (USC) e membro da fundação Animal Ethics. Anteriormente foi pesquisador na Fundação Espanhola para a Ciência e a Tecnologia e pesquisador visitante na Universidade Rutgers. É conhecido pelo seu trabalho em ética animal, especialmente em torno da questão do sofrimento dos animais selvagens, assim como sobre o conceito de especismo e no esclarecimento dos argumentos para a consideração moral dos animais não humanos.

## Especismo
Horta definiu o especismo como discriminação contra aqueles que não pertencem a uma ou mais espécies, entendendo por discriminação uma consideração ou tratamento desigual injustificado. Esta é uma explicação normativa do especismo. Segundo Horta, se tratar animais de diferentes espécies de maneira desigual tivesse justificativa, então não poderia ser considerado discriminatório, e não seria um caso de especismo. Horta também nega que o especismo possa se resumir à discriminação com base exclusiva no pertencimento à espécie. Considera como especista todas as formas de discriminação contra aqueles que não são membros de uma determinada espécie, independentemente de a razão ser o mero pertencimento a esta ou outras razões (como a posse de habilidades cognitivas complexas). Ele argumenta a favor disso alegando que isso é similar ao sexismo ou racismo, que tipicamente inclui discriminação contra mulheres ou pessoas racializadas baseadas em critérios como suas supostas capacidades (não apenas gênero, sexo, ancestralidade ou características físicas).  A definição de Horta  de especismo também é semelhante à de Joan Dunayer, mas contrária a de Paul Waldau, pois Horta argumenta que a discriminação contra animais não humanos é apenas um exemplo do especismo, que pode ser chamado de especismo antropocêntrico, porque também é possível discriminar alguns animais não humanos em comparação com outros de maneira especista.

## Sofrimento dos animais selvagens
Horta argumenta que contra o que chama de visão "idílica" da natureza, e sustenta que os animais sofrem significativamente na natureza por doenças, fome, condições climáticas hostis, parasitas e outros fatores. Horta argumenta que temos boas razões para dar assistência a estes animais quando é possível fazê-lo sem causar mais danos. As formas atuais de ajudar incluem resgates de animais durante desastres naturais, centros para animais órfãos, doentes e feridos e programas de vacinação e alimentação. Horta afirma que tais iniciativas poderiam ser ampliadas e que, para evitar controvérsias com ambientalistas que se opõem a essas iniciativas, os programas-piloto poderiam começar por se concentrar nos animais selvagens que vivem em ambientes urbanos, suburbanos ou agrícolas. Ele também argumentou que os cursos de ação mais promissores agora podem consistir em obter mais conhecimento sobre as condições que causam o sofrimento dos animais selvagens e sobre como melhor executar medidas que possam melhorar a situação dos animais no mundo selvagem do ponto de vista do seu sofrimento. O trabalho de Horta sobre o sofrimento dos animais selvagens tem sido influente, com Jeff McMahan, cujo trabalho sobre o sofrimento dos animais selvagens apareceu no New York Times, atribuindo o seu interesse na questão a Horta.